# Teorii alternative despre scufundarea Titanicului

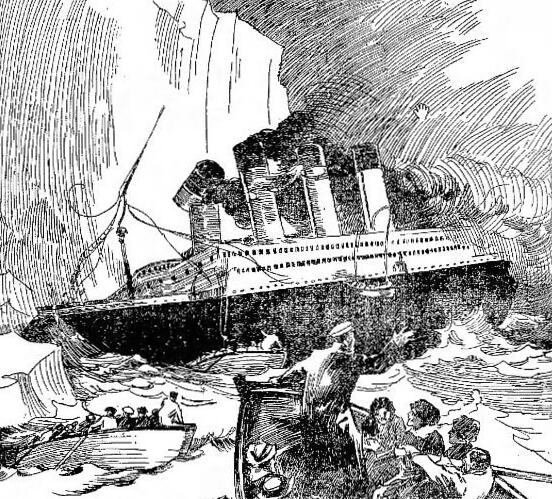
Naufragiul Titanicului a dus la apariția a numeroase legende urbane

Mai multe teorii alternative privind scufundarea pachebotului RMS Titanic au fost enunțate de-a lungul timpului. Motivul larg acceptat care a cauzat scufundarea și a dus la moartea a mai mult de 1.500 de oameni, este faptul că nava a lovit un aisberg la ora 23:40 în data de 14 aprilie 1912. Coca s-a crăpat și a permis apei să intre în navă în primele cinci compartimente etanșe (cu unu mai mult decât era conceput Titanicul pentru a supraviețui). Conform teoriei oficiale vaporul s-a scufundat doua ore și 40 de minute mai târziu.
Ipoteze care au fost sugerate ca fiind cauza dezastrului includ viteza nesigură, o înșelătorie cu asigurarea vasului, o calotă glaciară polară care este mai joasă decât un aisberg, un incendiu sau chiar și un blestem asupra navei de către Mummy Unlucky (un artefact egiptean).

## Legende ezoterice

### Coincidențe în literatură

#### Romanul lui Morgan Robertson
În 1898, cu 14 ani înainte de scufundarea Titanicului, autorul american Morgan Robertson a publicat un roman intitulat Futility, or the Wreck of the Titan (Inutilitatea sau Scufundarea Titanului). El își imaginează unui vapor de linie de proporții gigantice pentru acea epocă, numit Titan. Având 243 metri lungime (cel mai mare vas de croaziera la momentul respectiv, RMS Oceanic, aflat în construcție, avea 214 de metri lungime). Vaporul este considerat de nescufundat de către proprietari, datorită compartimentelor sale etanșe numeroase. Este lansat cu viteză maximă în Atlanticul de Nord. Luxul și puterea navei sunt, de asemenea, de neegalat, iar proprietarii săi plănuiesc să atingă un nou record de viteză între New York și Liverpool  , . În timpul călătoriei sale, pe întuneric, nava a lovit un aisberg la tribord . Nava nu este echipată cu bărci suficiente, multe victime se îneacă  . După scufundarea reală a Titanicului, mulți au început să vadă aici o coincidență tulburătoare. Există numeroase puncte comune între cele două nave: amândouă sunt lansate în aprilie, amândouă se confruntă cu un aisberg la tribord, sunt echipate cu un număr de bărcile de salvare cerut de lege, dar număr insuficient pntru salvarea tuturor naufragiaților și sunt cele mai mari nave din timpul lor . Cu toate acestea, de asemenea, apar mari diferențe în carte, în special cu privire la modul scufundării. Astfel, dezbaterea continuă pentru a stabili dacă autorul (de asemenea, un paranormal amator ca mulți dintre contemporanii săi) a prezis scufundarea Titanicului, sau, fiind un bun cunoscător al lumii maritime, el s-a fost de informațiile care existau pentru a anticipa consecințele previzibile și probabile .

#### Scrierile lui William Thomas Stead

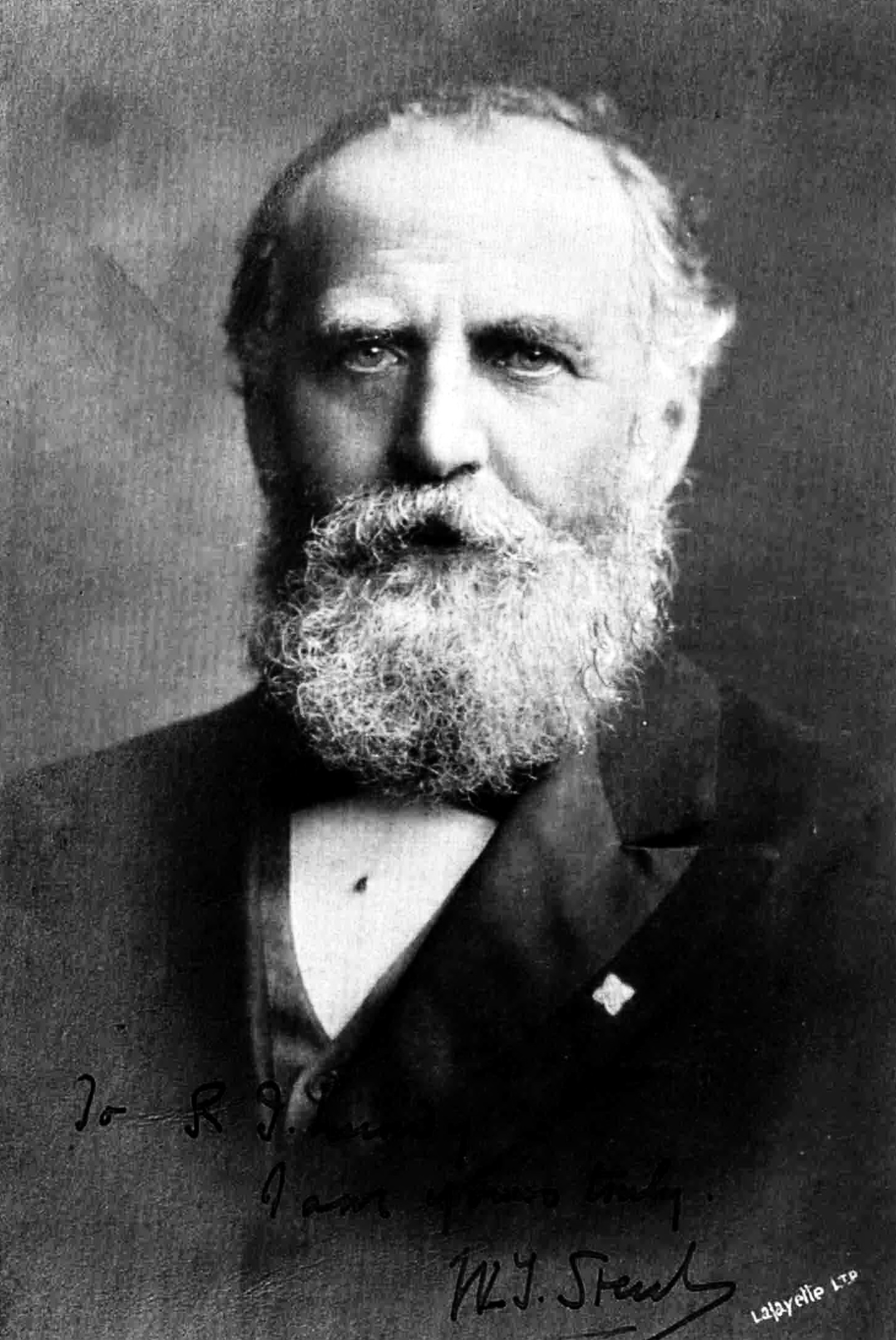
William Thomas Stead, autor a numeroase articole privind siguranța maritimă. Publica și caricaturi pentru a atrage atenția la textele sale. A luptat împotriva prostituției infantile. El a pierit pe mare, odată cu scufundarea Titanicului pe 14 aprilie 1912

Un alt autor care a scris adesea cărți despre Titanic este William Thomas Stead. Stead era un renumit jurnalist, editor șef la Pall Mall Gazette.
În 1886, el scrie nuvela How the Mail Steamer went down in Mid Atlantic by a Survivor pentru Pall Mall Gazette . Povestea descrie cum o nava se scufundă după ce est lovită de o altă navă. Victimele sunt numeroase, din cauza lipsei bărcilor de salvare. Concluzia lui este că: Aceasta este exact ceea ce s-ar putea întâmpla și se va întâmpla în cazul în care pacheboatele sunt trimise pe mare fără bărci suficiente. Autorul recidivează în 1892 cu From the Old World to the New în care un medium călătorește la bordul navei Majestic aparținând White Star Line și este implicat în salvarea unor pasageri de pe o navă scufundate de un aisberg . Nava Majestic este reală, și, la fel ca în realitate, comandantul acesteia este Edward Smith. Douăzeci de ani mai târziu, omul conduce Titanicul în voiajul său inaugural.
Stead era și un amator avid de spiritualism și consulta în mod regulat mediumuri. De asemenea, a publicat o revistă pe această temă, Borderlands, unde a scris experiențele sale și a publicat fragmente din Scrisori către Julia (Julia Ames). În aprilie 1912, este invitat de președintele William Howard Taft, la o conferință pe tema păcii în lume, astfel încât el s-a îmbarcat pe Titanic și a pierit în accident. Acest set de coincidențe a dus la dezbateri între adepții supranaturalului și cei care pledează pentru o abordare mai rațională.

## Mumia Titani

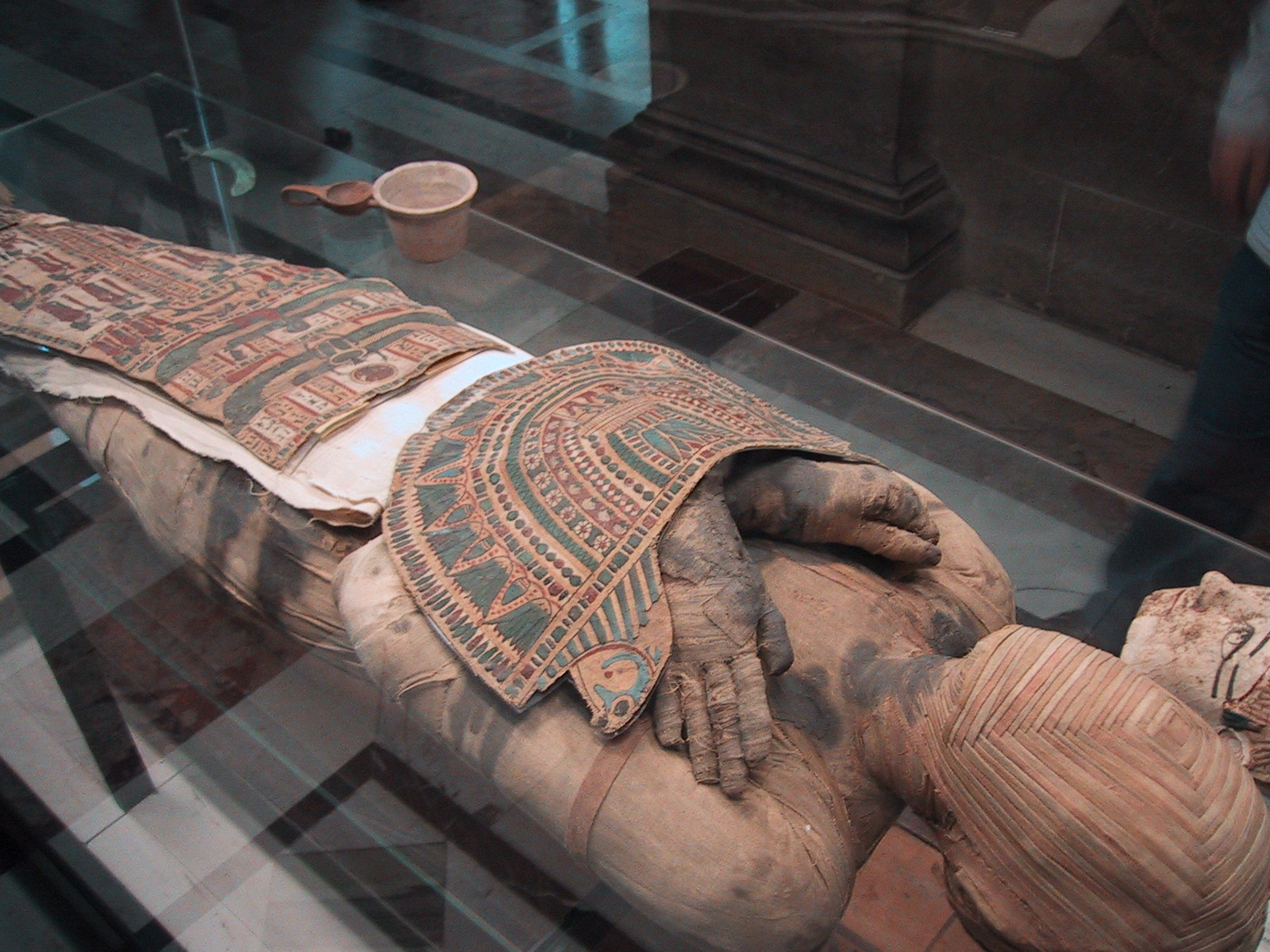
O legendă spune că o mumie a provocat scufundarea Titanicului.

O legenda persistentă este despre o mumie care-ar fi blestemat nava. Povestea variază în funcție de versiune: aceasta ar fi o mumie, uneori, livrată unui colecționar american, în alte versiuni John Jacob Astor ar fi luat cu el o mumie după o vacanță în Egipt. În toate cazurile, mumia a blestemat nava care s-a scufundat. Cu toate acestea, nu există nicio mențiune că ar fi existat o mumie în cargou, iar teoria este imposibilă. În alte versiuni, mumia ar fi aparținut unei prințese sau preotese sau ar fi fost salvată într-o barcă și ulterior trimisă înapoi în Egipt la bordul navei Regina Irlandei sau la bordul vasului Lusitania, care, de asemenea, s-ar fi scufundat. Aceste legende își au originea într-o poveste despre blestemul unei mumii pe care ar fi spus-o William Thomas Stead tovarășilor săi de călătorie în timpul traversării Atlanticului cu nava.